# إعادة توزيع الدخل والثروة
إعادة توزيع الدخل والثروة هما بالترتيب نقل الدخل ونقل الثروة (بما في ذلك الممتلكات المادية) من بعض الأشخاص إلى آخرين عن طريق آلية اجتماعية مثل فرض الضرائب أو الأعمال الخيرية أو الرعاية الاجتماعية أو الخدمات العامة أو إصلاح الأراضي أو السياسات المالية أو المصادرة أو الطلاق أو قانون الضرر. يشير المصطلح عادةً إلى إعادة توزيع على نطاق الاقتصاد ككل عوضًا عن إعادة توزيع بين أفراد مُختارون.
تتنوع تعريفات العبارة، بناءً على وجهات النظر الشخصية والمعتقدات السياسية والاستخدام الانتقائي للإحصائيات. سُمِعَت مرارًا في السياسة، وعادةً ما تشير إلى عمليات إعادة التوزيع المُفترَضة من أولئك الذين يملكون الكثير إلى أولئك الذين يملكون القليل. تُستَخدم مع ذلك في بعض الأحيان لوصف القوانين والسياسات التي تسبب عمليات إعادة التوزيع المعاكسة التي تنقل الأعباء المالية من الأفراد الأغنياء إلى الأفراد ذوي الدخل المحدود.
يمكن للعبارة أن تكون مشحونة عاطفيًا وتُستَخدم لتحريف أو تضخيم دوافع الخصم أثناء الحوارات السياسية. على سبيل المثال، إذا قام فرد سياسي بالمطالبة بزيادة الضرائب على الأفراد ذوي الدخل المرتفع، فقد يكون هدفه الوحيد هو جمع الأموال من أجل برنامج حكومي معين، مستغلًا أكبر المصادر المتوفرة بينما يدرك أن العمال ذوي الدخل المنخفض لديهم القليل من الدخل الفائض أو ليس لديهم دخل فائض أبدًا لاستخلاص عائدات الضرائب منهم. قد يقول الخصوم السياسيون أن الدافع الرئيسي لذلك السياسي هو إعادة توزيع الثروة، في حين لا يكون هدفهم إعادة التوزيع.
تقترن العبارة عادةً بالمصطلح «صراع الطبقات الاجتماعية»، مع تصوير الأغنياء وذوي الدخل المرتفع على أنهم ضحايا الظلم والتمييز.
لا يجب الخلط بين سياسة ضرائب إعادة التوزيع مع سياسات التوزيع المسبق. تنص فكرة التوزيع المسبق على أن الدولة يجب أن تحاول تجنب حدوث حالات عدم المساواة في المقام الأول بدلًا من محاولة معالجتها عن طريق الضرائب وأنظمة الفوائد بعد حدوثها. على سبيل المثال، قد تطلب سياسة توزيع مسبق حكومية من أرباب العمل أن يدفعوا لكل موظفيهم أجرًا معيشيًا وليس أجرًا بالحد الأدنى، كردّ «تصاعدي» على حالات انعدام المساواة في الدخل أو معدلات الفقر المرتفعة.
طُرِحت العديد من اقتراحات فرض الضرائب البديلة دون وجود نية لتغيير الوضع الراهن. أحد الأمثلة هو قاعدة بوفيت المُقترَحة، والتي تُعد نموذج ضريبي هجين مكون من أنظمة متعارضة، هادفة لتقليل محسوبية النظام الضريبي ذو الاهتمامات الخاصة.
يُناقَش تأثير أنظمة إعادة التوزيع على أسس أخلاقية واقتصادية بشكل فعال. ويتضمن الموضوع تحليلًا لأسسها المنطقية وأهدافها ووسائلها وفعالية سياستها.

## التاريخ
في العصور القديمة، عُمل بإعادة التوزيع كاقتصاد للبلاط الملكي. كانت هذه النظم الاقتصادية مستندة في الواقع على الإدارة، أي أن الدكتاتور أو الفرعون لديه القدرة والحق ليقول من سوف يُفرَض عليه الضرائب ومن سوف يُعامل معاملة خاصة.
حدثت صيغة أخرى من صيغ إعادة توزيع الثروات في مستعمرة بليموث تحت قيادة ويليام برادفورد. كتب برادفورد في يومياته أن ذلك «المسار المشترك» ولَّد الارتباك والاستياء والارتياب ونظر إليه المستعمرون كصيغة من صيغ الاستعباد.
يُعد المصطلح ذو الصلة الوثيقة، التوزيعية (كما يُعرف ب distributionism وdistributivism) كفكر اقتصادي استُحدِث في أوروبا في أواخر القرن التاسع عشر وبدايات القرن العشرون مستندًا إلى مبادئ التعاليم الاجتماعية الكاثوليكية، خصوصًا تعاليم البابا ليو الثالث عشر في منشوره البابوي ريروم نوفاروم والبابا بيوس الحادي عشر في كوادراغيسيمو أنو. كرر في الآونة الأخيرة، البابا فرانسيس في كتابه إيفانجيلي غوديوم الأقوال البابوية السابقة.

## الدور في النظام الاقتصادي
تُبرِز أنواع مختلفة من الأنظمة الاقتصادية درجات متنوعة من التدخلات المُستهدِف لإعادة توزيع الدخل، اعتمادًا على كمية التفاوت في عمليات إعادة توزيع الدخل الابتدائية الخاصة بهم. يميل اقتصاد السوق الحر الرأسمالي إلى إبراز درجات كبيرة من إعادة توزيع الدخل. على الرغم من ذلك، تنخرط الحكومة اليابانية في عمليات إعادة توزيع أقل بكثير لأن إعادة توزيع الأجور الابتدائية متعادلة أكثر بكثير من الاقتصاد الغربي. وبالمثل، أبرز الاقتصاد المخطط اشتراكيًا للاتحاد السوفييتي السابق والكتلة الشرقية إعادة توزيع دخل قليلة جدًا لأن دخل الأراضي ورأس المال الخاص -المسببات الرئيسية للتفاوت في الدخل في الأنظمة الرأسمالية- كانا عمليًا غير موجودين؛ ولأن الحكومة كانت قد عينت معدلات الأجور في هذه الأنظمة الاقتصادية.

## كيف تُشكَّل الآراء حول إعادة التوزيع
يمكن للسياق الذي يوجد فيه شخص ما أن يؤثر في آرائه حول سياسات إعادة التوزيع. على سبيل المثال، لا يملك الأمريكيون والأوروبيون النموذجيون نفس الآراء حول سياسات إعادة التوزيع بالرغم من كون كليهما حضارة غربية. لا تزال هذه الظاهرة قائمة حتى بين أكثر المستفيدين من سياسات إعادة التوزيع، حيث يميل الأمريكيون الفقراء لتفضيل سياسات إعادة التوزيع أكثر من الأوربيين الفقراء. تُظهِر الأبحاث أن السبب وراء ذلك هو أنه حين يملك مجتمع ما قناعة أساسية أن أولئك الذين يعملون بجد سيكسبون مكافأة من عملهم، سيفضّل المجتمع سياسات إعادة توزيع أقل. ولكن، حين يعتقد مجتمع بكامله أن مجموعة ما من العوامل الخارجية، كالحظ أو الفساد، قد تساهم في تحديد ثروة الشخص، فسيفضل عندها أولئك الذين في هذا المجتمع سياسات إعادة توزيع أكبر. سيؤدي هذا بدوره إلى نشوء أفكار مختلفة أساسيًا عما هو «عادل» أو محق في تلك الدول ويؤثر على آرائهم العامة بخصوص إعادة التوزيع.
السياق الآخر الذي يمكن أن يؤثر في أفكار الشخص بخصوص إعادة التوزيع هو الطبقة الاجتماعية التي يولد فيها ذلك الشخص. يميل الناس لتفضيل سياسة إعادة التوزيع التي تساعد المجموعات التي ينتمون إليها. يَظهَر هذا في دراسة لأعضاء الهيئة التشريعية في أميركا اللاتينية، حيث تَبيّن أن المشرعّين الذين ولدوا في طبقات اجتماعية متدنية يميلون لتفضيل سياسات إعادة توزيع أكثر من نظرائهم الذين ولدوا في طبقات اجتماعية أعلى. بينما تبقى المنشورات مختلطة فيما إذا كانت المكاسب النقدية هي الدافع الحقيقي وراء تفضيل سياسات إعادة التوزيع، يوافق معظم الباحثون أن الطبقة الاجتماعية تلعب دورًا ما في تحديد آراء الأشخاص بخصوص سياسات إعادة التوزيع.

## الصيغ الحديثة لإعادة التوزيع
من المحتم أن إعادة توزيع الثروة وتطبيقاته العملية، فرض الضرائب، مُلزَم بالتغير مع التطور المستمر للأعراف الاجتماعية والسياسات والثقافة. وفي داخل البلدان المتقدمة أصبح التفاوت في الدخل قضية شائعة على نطاق واسع تهيمن على مرحلة المناقشة على مدى السنوات القليلة الماضية. جلبت أهمية قدرة دولة ما على إعادة توزيع الثروة بهدف تطبيق برامج الرفاه الاجتماعي والمحافظة على المصالح العامة ودفع مسيرة التنمية الاقتصادية الكثير من المحادثات إلى الساحة السياسية. تأتي وسيلة دولة ما في إعادة توزيع الثروة من تطبيق نظام فرض ضرائب مدروس بدقة وموصوف جيدًا. قد يساعد تطبيق مثل هذا النظام في تحقيق المهمات الاجتماعية والاقتصادية المرغوبة التي تهدف إلى تقليل التفاوت الاجتماعي وتحقيق أكبر قدر من الرعاية الاجتماعية. هناك الكثير من الطرق والأساليب لفرض نظام ضريبي يساعد في خلق توزيع أكثير فعالية للموارد، لا سيما أن، العديد من الديمقراطيات وحتى الحكومات الاشتراكية تستخدم نظامًا تدريجيًا لفرض الضرائب لتحقيق مستوى محدد من إعادة توزيع الدخل. إضافةً لإنشاء وتطبيق هذه الأنظمة الضريبية، «أثبتت عولمة الاقتصاد العالمي أنها مُحفِّزَة لإصلاح النظام الضريبي» حول العالم. إلى جانب استخدام نظام لفرض الضرائب لتحقيق إعادة توزيع الثروة، يمكن تحقيق نفس المنفعة الاجتماعية الاقتصادية إذا كان هناك سياسات ملائمة مُصدَرة ضمن الهياكل السياسية الحالية والتي تعالج هذه المشاكل. يُرّكز التفكير المعاصر بخصوص موضوع إعادة توزيع الثروة على مفهوم أن التنمية الاقتصادية تزيد من مستوى المعيشة على نطاق المجتمع برمته.
في الوقت الحالي، يحدث إعادة توزيع الدخل بشكل ما في معظم الدول الديمقراطية عبر السياسات الاقتصادية. تحاول بعض سياسات إعادة التوزيع أخذ الثروة والدخل والموارد الأخرى من الذين «يملكون» وتعطيهم للذين «لا يملكون»، إلا أن العديد من عمليات إعادة التوزيع تذهب إلى أماكن أخرى.